# Lang Dulay
Lang Kambáy Dúlay, née le 3 août 1924 et morte le 30 avril 2015 à Lake Sebu, est une tisserande t'boli, reconnue maître de l'art du t'nalak (en).

## Biographie
Lang Dulay naît le 3 août 1924. Son père est Kambay Kinteg et sa mère Luan Kasing Sengid. Cette dernière lui apprend à tisser à partir de ses 12 ans.

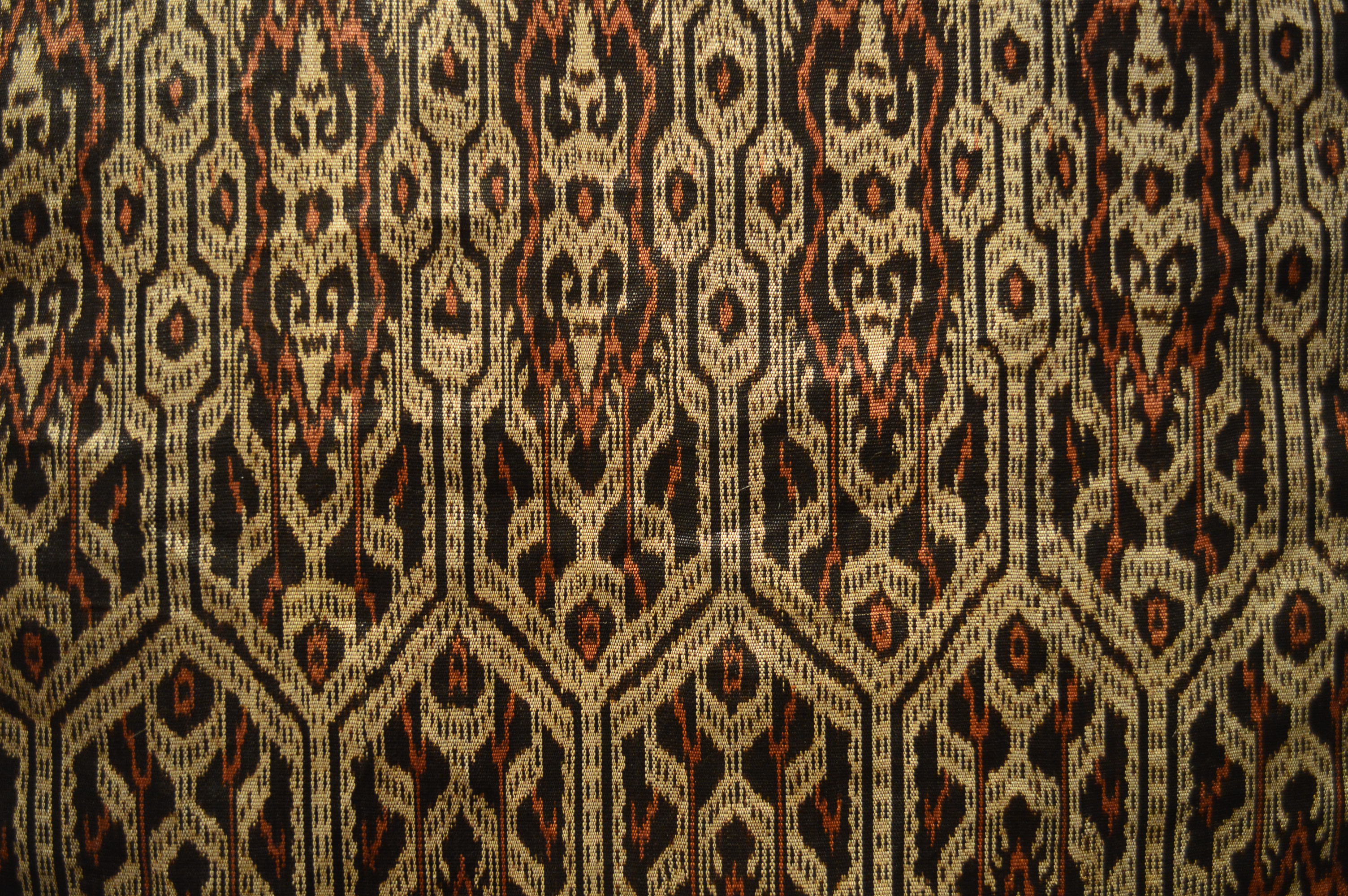
T'nalak tissé par Lang Dulay, exposé dans la galerie de la Commission nationale pour la Culture et les Arts, en octobre 2014.

En 1998, Dulay est nommée Trésor vivant national par le gouvernement Fidel V. Ramos pour sa maîtrise du tissage t'nalak, un art féminin dans la culture t'boli. Selon Dulay, les compositions complexes de ses créations, qui arrangent plus d'une centaine de motifs différents, lui sont montrés en rêve par l'esprit Fu Dalu. Certaines des étoffes de Dulay sont signés de son nom, tissé dans la trame.
Entre 1998 et sa retraite en 2011, Dulay forme 46 tisserandes dans son centre d'apprentissage. Le 30 avril 2015, deux mois après un accident vasculaire cérébral, Dulay meurt à son domicile de Lake Sebu.
En 2022, le gouvernement local finance la rénovation du centre Lang Dulay.